# 앤드루 업턴
앤드루 업턴(영어: Andrew Upton, 1966년 2월 1일 ~ )은 오스트레일리아의 영화 각본가, 영화 감독, 작가이다. 아카데미상을 2차례 수상한 오스트레일리아의 여자 배우인 케이트 블란쳇의 남편이기도 하다.

## 출연 작품
- 캐롤 (2015)
- 인 더 컴파니 오브 액터스 (2007)
- 곤 (2007)
- 스토리스 오브 로스트 소울스 (2005)
- 뱅거스 (2003)